# The Room (2003)
The Room ist ein US-amerikanischer Spielfilm von und mit Tommy Wiseau aus dem Jahr 2003. Die Handlung des Films dreht sich primär um eine tragische Dreiecksbeziehung zwischen einem Banker (Wiseau), dessen Verlobter (Juliette Danielle) und seinem besten Freund (Greg Sestero).
Der Film wurde von mehreren Magazinen und Filmkritikern als „schlechtester Film aller Zeiten“ bezeichnet. Ursprünglich wurde der Film nur in einigen wenigen Kinos in Kalifornien gezeigt, entwickelte sich jedoch im Laufe der Jahre zu einem Kultfilm. Fans des Films schätzen die unfreiwillige Komik des bizarren Handlungsverlaufs, der Darstellerleistungen, der als unlogisch empfundenen Dialoge sowie zahlreicher technischer und dramaturgischer Fehler.
Obwohl Wiseau versuchte, den Film rückwirkend als Schwarze Komödie darzustellen, wird der Film im Allgemeinen als eine misslungene Tragödie betrachtet. Diese Sichtweise wurde auch von einigen Mitwirkenden bestätigt. Über zehn Jahre nach seiner Premiere wurde der Film noch immer in US-amerikanischen Programmkinos gezeigt und war Grundlage für ein Computerspiel, ein Buch und ein Theaterstück. Darüber hinaus wurde die Entstehungsgeschichte von The Room unter dem Titel The Disaster Artist verfilmt. Eine deutsche Synchronfassung von Wiseaus Film gibt es bislang nicht.

## Handlung
Johnny ist ein erfolgreicher Banker, der mit seiner Verlobten Lisa in einem Haus in San Francisco lebt. Ihre Beziehung ist vor allem durch häufigen, hingebungsvollen Sex gekennzeichnet. Lisa ist jedoch mit ihrem Leben unzufrieden und gesteht ihrer besten Freundin Michelle sowie ihrer Mutter Claudette eines Nachmittags, dass sie Johnny langweilig finde. Obwohl Michelle ihr rät, dankbar zu sein für das, was sie hat, während ihre Mutter ihr nahelegt, dass finanzielle Sicherheit wichtiger sei als Glück, beschließt Lisa, Johnnys besten Freund Mark zu verführen. Dieser gibt Lisas Annäherungsversuchen trotz anfänglichen Zögerns nach und sie beginnen eine Affäre. 
Lisa beschließt, das Dreiecksverhältnis aufrechtzuerhalten, um sich Johnnys finanzielle Unterstützung zu sichern. Nachdem Johnny ein Gespräch belauscht hat, in dem Lisa ihrer Mutter ihre Untreue gesteht, beginnt er, Lisas Telefongespräche aufzuzeichnen.
Vor dem Hintergrund dieser Affäre entwickeln sich unzählige, nur lose miteinander verknüpfte Handlungsstränge, an denen eine Reihe von Charakteren beteiligt sind: Johnnys Nachbar Denny, ein Student, der von Johnny finanziell unterstützt und „geliebt wird wie ein Sohn“, hat eine Auseinandersetzung mit einem Drogenhändler namens Chris-R, den Johnny und Mark überwältigen und der Polizei übergeben. Außerdem begehrt Denny Lisa, was er Johnny letztlich auch gesteht. Johnny erklärt Denny daraufhin, dass Lisa ihn nur freundschaftlich liebe, worauf Denny beschließt, seiner Freundin einen Heiratsantrag zu machen. Johnny bekommt in seiner Bank einen mysteriösen Kunden zugeteilt, dessen Identität er zu schützen schwört. Claudette hat Probleme mit einer Immobilie, klagt über gescheiterte Beziehungen und teilt Lisa mit, dass sie Brustkrebs hat. Michelle und ihr Freund Mike schleichen sich in die Wohnung von Johnny und Lisa, um dort Sex zu haben. Peter, ein Psychologe und Freund von Johnny, konfrontiert Mark mit seiner Affäre, was zur Folge hat, dass Mark ihn beinahe von einem Dach wirft. 
Auf einer Überraschungsparty an Johnnys Geburtstag, zu der all seine Freunde eingeladen sind, beobachtet Steven, ein Freund Johnnys, einen Kuss zwischen Lisa und Mark, die sich unbeobachtet fühlen, woraufhin er sie zur Rede stellt. Lisa zeigt keine Reue, und Mark fordert Steven wütend dazu auf, das Gesehene für sich zu behalten. Johnny gibt den Gästen bekannt, dass Lisa schwanger ist, woraufhin Lisa Steven und Michelle verrät, dass dies eine Lüge ist, die sie erfunden hat, um „es interessant zu machen“. Am Ende des Abends macht Mark gegenüber Johnny eine Anspielung auf seine Affäre, woraufhin dieser Mark angreift.
Nach der Party sperrt sich Johnny im Badezimmer ein und Lisa telefoniert mit Mark. Als Johnny sich deren intimes Gespräch kurz darauf auf Kassette anhört und Lisa damit konfrontiert, verlässt ihn diese, um mit Mark zu leben. Schwer verzweifelt verwüstet Johnny daraufhin seine Wohnung und begeht schließlich mit einer Pistole Selbstmord. 
Nachdem sie die Leiche entdeckt haben, geben Denny und Mark Lisa die Schuld an Johnnys Tod. Mark erklärt, dass er Lisa nicht liebt und sie nie wieder sehen möchte. Denny fordert Lisa und Mark auf zu gehen, doch sie bleiben und trösten sich gegenseitig, während das Geräusch von nahenden Sirenen zu hören ist.

### Ungereimtheiten und erzählerische Schwächen
Neben den zahlreichen Anschlussfehlern haben viele Kritiker auf zahlreiche allgemeine Ungereimtheiten in den diversen Handlungssträngen und der Charakterdarstellung hingewiesen.
Im Speziellen wurde bemängelt, dass im Handlungsverlauf ständig neue Erzählstränge eingeführt werden, ohne diese aufzulösen.
Ein häufig angeführtes Beispiel hierfür ist eine Szene, in der Claudette ihrer Tochter Lisa ohne Vorwarnung und inmitten einer Unterhaltung über das Planen einer Geburtstagsparty folgendes mitteilt: „Ich habe meine Testergebnisse zurückbekommen. Es ist definitiv Brustkrebs.“ Die Angelegenheit wird beiläufig übergangen und weder in dem Gespräch noch an einer anderen Stelle des Films wieder aufgegriffen. Andere Szenen, wie eine gewalttätige Auseinandersetzung auf einem Dach, werden ebenfalls nie erklärt.
In einer Szene treffen sich die männlichen Hauptcharaktere des Films im Smoking in Johnnys Wohnung. Als Mark hinzustößt, stellt sich heraus, dass er sich seinen Bart abrasiert hat, was durch einen langsamen Zoom, unterlegt mit dramatischer Musik, unterstrichen wird. All dies hat weder Einfluss auf die Filmhandlung, noch ist dahinter irgendein anderer Zweck erkennbar. Die Szene endet dann abrupt damit, dass Peter beim Ballspiel stolpert, woraufhin die Männer beschließen, in Johnnys Wohnung zurückzukehren. Aufgrund häufiger Nachfragen über den Sinn dieser Szene beschloss Wiseau, sie in einem Interview zu erwähnen, das der DVD beiliegt; anstatt die Szene zu erklären, weist er jedoch nur darauf hin, dass es unterhaltsam sei, ohne Schutzausrüstung American Football zu spielen. Greg Sestero wurde zur Bedeutung des Rasierens befragt, worauf er jedoch lediglich antwortete: „Wenn man das nur wüsste.“

## Entstehung
The Room begann ursprünglich als Theaterstück, das von Tommy Wiseau im Jahr 2001 fertiggestellt wurde. Wiseau adaptierte das Stück dann als ein 500-seitiges Buch, das er jedoch nicht veröffentlichen konnte. Frustriert entschloss sich Wiseau, das Werk als Film umzusetzen, den er auch selbst produzierte, um die volle Kontrolle über das Projekt zu behalten. Über die Finanzierung des Projekts hielt sich Wiseau bedeckt, in einem Interview erklärte er jedoch, dass er einen Teil des Geldes durch den Import von Lederjacken aus Korea verdient habe.
Es gelang ihm schließlich, 6 Millionen US-Dollar aufzubringen, die für die Produktion und das Marketing auch vollständig ausgegeben wurden. Als Grund für die relativ hohen Kosten des Films gab Wiseau an, dass viele Schauspieler und Mitglieder der Crew im Laufe der Dreharbeiten ausgetauscht werden mussten und dass jeder der Schauspieler eine Reihe von Einspringern hatte.
Laut Greg Ellery mietete sich Wiseau ein Studio bei der Produktionsfirma Birns and Sawyer, wo er ein „Regie-Anfängerpaket“ erwarb, das auch eine neue Filmkamera beinhaltete. Da Wiseau von den Unterschieden zwischen 35-Millimeter-Film und HD-Video verwirrt war, entschied er, den gesamten Film mit zwei Kameras gleichzeitig zu drehen.

### Besetzung
In mehreren Interviews hat Wiseau behauptet, dass er die Darsteller des Films aus „tausenden“ Bewerbern ausgesucht habe. Tatsächlich hatte kaum einer der Darsteller Filmerfahrung. Für Carolyn Minott war ihre Rolle in The Room beispielsweise die erste Rolle überhaupt. Greg Sestero wurde zu Beginn als Teil der Filmcrew eingestellt, da er nur begrenzte Erfahrung als Schauspieler hatte. Am ersten Drehtag entließ Wiseau jedoch den ursprünglichen Mark-Darsteller, woraufhin Sestero zustimmte, die Rolle zu übernehmen. Da es ihm unangenehm war, sich im Rahmen der Sexszenen zu entkleiden, durfte er seine Hose anbehalten.
Greg Ellery berichtet, dass Juliette Danielle von Wiseau am ersten Drehtag und direkt nach ihrer Ankunft am Set zu einer gemeinsamen Liebesszene aufgefordert wurde, welche die übrigen Darsteller „schockiert beobachten mussten“. Wiseau sagte, dass Danielle ursprünglich eine von drei oder vier Einspringern für die Figur der Lisa war und ausgewählt wurde, nachdem die ursprüngliche Darstellerin die Produktion verlassen hatte. Danielle berichtet, dass sie ursprünglich als Michelle besetzt worden sei, dann aber doch die Rolle der Lisa angetragen bekommen habe, nachdem die ursprüngliche Darstellerin entlassen wurde, da ihre „Persönlichkeit nicht zur Rolle“ passte. Danielle behauptet zudem, dass mehrere Schauspieler entlassen wurden, so auch die ursprüngliche Darstellerin der Michelle.
Kyle Vogt, der Darsteller von Peter, teilte dem Produktionsteam zu Beginn der Dreharbeiten mit, dass er nur für eine begrenzte Zeit an dem Projekt beteiligt sein könne. Als sein Engagement endete, konnten nicht alle seine Szenen abgedreht werden, und er verließ die Produktion, obwohl seine Figur eine tragende Rolle in dem bis dahin noch nicht gedrehten Höhepunkt spielen sollte. Seine Dialogzeilen zum Ende des Films wurden daher kurzerhand Ellery übertragen, dessen Figur an keiner Stelle des Films vorgestellt und auch nie beim Namen genannt wird.

### Drehbuch
Das Original-Drehbuch war deutlich länger als das beim Dreh verwendete und beinhaltete eine Reihe ausschweifender Monologe. Es wurde während der Dreharbeiten von den Darstellern umgeschrieben, da sie große Teile des Dialogs für unverständlich befanden. Einer der Darsteller behauptete in einem Interview, dass das Drehbuch Dialoge beinhaltete, „die einfach unaussprechlich waren. Ich weiß, es ist schwer, sich vorzustellen, dass es da noch schlimmeres Zeug gab. Aber das gab es.“ Greg Sestero berichtet, dass Wiseau viel Wert darauf legte, dass die Dialoge wortwörtlich auswendig gelernt werden sollten, es gelang jedoch den Darstellern, einige wenige Improvisationen einzubringen. Wiseau synchronisierte seine eigenen Dialoge aus unbekannten Gründen zum Teil nach, weswegen seine Lippenbewegungen häufig nicht zum Text passen.
Das Drehbuch des Films zeichnet sich an zahlreichen Stellen durch unerklärliche und abrupte Stimmungs- und Persönlichkeitsveränderungen der Charaktere aus, besonders bei Johnny, Mark und Lisa. In einer Szene betritt Johnny eine Dachterrasse, während er sich gerade mitten in einer Wuttirade über eine Falschbeschuldigung befindet, wird aber augenblicklich fröhlich, als er Mark sieht. Kurz darauf lacht er aus nicht nachvollziehbaren Gründen, als er erfährt, dass eine Bekannte von Mark schwer verprügelt wurde. In einer Szene in einem Café unterbricht Johnny – der noch nichts über Marks Affäre mit Lisa weiß – unvermittelt ein Gespräch mit Mark, indem er ihn über sein Sexleben befragt, um dann wütend und misstrauisch zu werden, als Mark eine Antwort verweigert. Direkt darauf wird Johnny jedoch wieder fröhlich, und das Gespräch wird unverändert fortgesetzt.
Wenige Szenen später versucht Mark, Peter vom Dach zu stoßen, nachdem dieser die Vermutung geäußert hat, Mark habe eine Affäre mit Lisa. Kurz bevor Peter in den Tod stürzt, zieht Mark ihn zurück auf die Terrasse, entschuldigt sich, und die beiden setzen ihr Gespräch unbeeindruckt fort, ohne den gerade stattgefundenen Mordversuch weiter eines Wortes zu würdigen. Lisa beschuldigt einen Großteil des Films über Johnny hinter seinem Rücken der Gewalttätigkeit. Ihre Freunde und ihre Familie nehmen die Anschuldigungen zunächst nicht ernst, als sie dies aber schließlich tun, fängt Lisa unvermittelt damit an, Johnny in den höchsten Tönen zu loben.
Die Dialoge, besonders die von Johnny, sind stark von Wiederholungen und Worthülsen geprägt, so beginnt Johnny etwa nahezu jedes Gespräch mit der Begrüßungsformel „Oh, hi!“ und beendet die meisten Gespräche mit „That's the idea“. Viele Charaktere verwenden zudem den Satz „Don't worry about it“, um Gespräche zu beenden. Fast alle männlichen Charaktere des Films haben Dialogzeilen, in denen sie Lisas Attraktivität lobend erwähnen, so beispielsweise ein namenloser Freund Johnnys, dessen einziger Satz im Film lautet: „Lisa looks hot tonight“. Obwohl ein beträchtlicher Teil der Dialoge sich mit der bevorstehenden Hochzeit beschäftigt, werden Johnny und Lisa nie als Verlobte bezeichnet, sondern lediglich als „zukünftige Ehefrau“ und „zukünftiger Ehemann“.

### Dreharbeiten
Die Dreharbeiten dauerten etwa sechs Monate. Der Film wurde in einem Filmstudio in Los Angeles gedreht, einzelne Aufnahmen wurden jedoch auch in San Francisco gemacht. Die vielen Dachszenen des Films wurden im Jahr 2002 in einem Studio gedreht, wobei die Panoramaansichten von San Francisco später eingefügt wurden. An dem Film waren über 400 Personen beteiligt. Wiseau wird im Abspann als Darsteller, ausführender Produzent, Drehbuchautor, Produzent und Regisseur genannt. Von den beiden weiteren Personen, die als ausführende Produzenten genannt werden, war einer laut Sestero nicht an der Produktion beteiligt, während der andere zu Beginn der Dreharbeiten sogar bereits tot war. Wiseau hatte einige Probleme mit der Filmcrew, welche im Laufe der Dreharbeiten zwei Mal vollständig ausgetauscht wurde. Einige Personen hatten mehrfache Aufgaben, wie etwa Sestero, der nicht nur den Mark spielte, sondern auch Producer und Regieassistent und zudem beim Casting beteiligt war.

### Musik
Die Filmmusik wurde von Mladen Milicevic geschrieben, einem Musikprofessor an der Loyola Marymount University. Der Soundtrack beinhaltet vier romantische Slow-Jam-Stücke, die auch während vier der fünf Sexszenen des Films laufen. Während einer Oralsex-Szene zwischen Michelle und Mike wird nur Instrumentalmusik gespielt.

### Marketing
Der Film wurde fast ausschließlich mittels einer einzigen Plakatwand beworben. Diese befand sich an der Highland Avenue in Hollywood und zeigte eine Nahaufnahme von Tommy Wiseaus Gesicht, auf dem dieser grimmig dreinblickt, während ein Auge halb geschlossen ist. Obwohl für den Film auch konventionelle Plakate entworfen wurden, auf denen man die Hauptdarsteller vor dem Hintergrund der Golden Gate Bridge sah, entschied sich Wiseau für die Portrait-Version, da er sie als provokativer empfand.  Einige Passanten glaubten jedoch aufgrund des Bildes, dass es sich bei The Room um einen Horrorfilm handelte. Wiseau bezahlte außerdem eine kleine, auf Los Angeles begrenzte Fernseh- und Print-Werbekampagne, in der „The Room“ als „ein Film mit der Leidenschaft von Tennessee Williams“ bezeichnet wurde.
Obwohl dem Film der Erfolg verwehrt blieb, ließ Wiseau die Plakatwand für mehr als vier Jahre stehen. Die Langlebigkeit der bizarren Darstellung verwandelte das Plakat infolgedessen zu einer kleinen Touristenattraktion. Als Wiseau gefragt wurde, wie er es sich leisten könne, die Plakatwand über so lange Zeit an einer so prominenten Stelle stehen zu lassen, antwortete er: „Nun, uns gefällt die Stelle und uns gefällt das Plakat, also finden wir, dass die Leute „The Room“ sehen sollten. […] Wir verkaufen DVDs, und die verkaufen sich ganz okay.“

### Streit über die Regie
In einem Artikel in Entertainment Weekly vom 18. Februar 2011 gab Sandy Schklair, der Script Supervisor des Films, bekannt, dass er als zweiter Regisseur von The Room aufgeführt werden wolle. Laut Schklair war Wiseau wegen seiner schauspielerischen Tätigkeit so überfordert, dass er ihm die Regie übergab, ohne aber auf die Nennung als Regisseur verzichten zu wollen. Die Behauptung wird von einem der Darsteller des Films bestätigt, von Wiseau jedoch bestritten.

## Entwicklung zum Kultfilm
The Room wurde am 27. Juni 2003 in den Laemmle Fairfax und Laemmle Fallbrook-Kinos in Los Angeles uraufgeführt. In einem der beiden Kinos arrangierte Wiseau zudem eine Pressevorführung, bei der auch die Darsteller anwesend waren. Wiseau selbst fuhr in einer Limousine vor, die mit einem eigens angemieteten Scheinwerfer angestrahlt wurde. Alle Gäste erhielten den Soundtrack des Films als Geschenk. Das Laemmle Fairfax und das Laemmle Fallbrook zeigten den Film in den folgenden zwei Wochen, wobei er insgesamt lediglich 1.800 Dollar einspielte. Während einer der letzten Vorführungen in der zweiten Woche war nur ein einziger Zuschauer anwesend. Es handelte sich dabei um Michael Rousselet, einen Filmkritiker von 5secondfilms, der in den bizarren Dialogen und der verwirrenden Regieführung des Films eine unfreiwillige Komik entdeckte, die ihn für den Film begeisterte. Noch während des Films rief er einige Freunde an und lud sie ein, sich bei der nächsten Vorführung gemeinsam mit ihm über den Film lustig zu machen. In den folgenden Tagen besuchten Rousselet und einige seiner Bekannten den Film mehrfach und trugen durch Mundpropaganda dazu bei, dass bei der letzten Vorführung etwa 100 Zuschauer anwesend waren.
Nachdem der Film aus dem Programm genommen wurde, fingen die Besucher der letzten Vorführung an, Wiseau per E-Mail für den Film zu loben. Die Menge an Zuschriften ermutigte Wiseau im Jahr 2004, eine weitere Nachtvorführung von The Room zu arrangieren. Da sich der Ruf des Films als „schlechtester Film aller Zeiten“ bereits verbreitet hatte, war die Vorführung ein Erfolg und zog zwei weitere im Juli und im August 2004 nach sich. Die Nachfrage nach Karten stieg daraufhin rapide an, was dazu führte, dass Wiseau bald weitere Vorführungen in mehreren Kinos in und um Los Angeles buchen konnte. Zu diesem Erfolg trug auch bei, dass einige Prominente zu Fans des Films wurden und diesen in ihrem Bekanntenkreis bewarben, so etwa Kristen Bell, Paul Rudd, David Cross, Will Arnett und Patton Oswalt. Besonders die Schauspielerin Kristen Bell und der Fernsehproduzent Rob Thomas bewarben den Film sehr engagiert, wobei Thomas sogar Anspielungen auf den Film in seine Fernsehserie Veronica Mars einbaute. Der Film entwickelte sich in der Folge auch international zum Kultfilm und wurde von Wiseau bereits in Kanada, Großbritannien, Australien, Neuseeland und Dänemark aufgeführt. Derzeit wird der Film an jedem letzten Samstag des Monats im Laemmle-Kino in Los Angeles gezeigt, wobei die Karten in der Regel schon früh ausverkauft sind. Ähnlich wie bei The Rocky Horror Picture Show ist es bei den Fans des Films üblich, mit dem Film bei der Vorführung zu interagieren. So verkleiden sich einige als ihre Lieblingscharaktere oder werfen mit Plastiklöffeln, wobei es sich um eine Anspielung auf ein eingerahmtes Foto eines Löffels handelt, das im Film aus unerklärten Gründen auf einem Tisch in Johnnys Wohnzimmer steht. Die Besucher werfen außerdem zuweilen Footballs und übertönen die Vorführung mit beleidigenden Kommentaren über die minderwertige Qualität des Films, aber auch mit Zitaten aus diesem.
In Europa wird der Film beispielsweise im Huset KBH in Kopenhagen regelmäßig gezeigt. Die deutsche Erstaufführung erfolgte am 9. Mai 2014 im Rahmen des Trash-Film-Festivals B-FILM Basterds in Nürnberg.

## Kritiken
Ein bei der Premiere anwesender Reporter des Magazins „Variety“ schrieb später, dass die meisten Zuschauer schon in den ersten 30 Minuten ihr Eintrittsgeld zurückverlangten. IFC.com bezeichnete Wiseaus Stimme als „Borat beim Versuch Christopher Walken zu imitieren, der einen Geistesgestörten spielt.“ Der Guardian beschrieb den Film als eine Mischung aus „Tennessee Williams, Ed Wood und R. Kellys Trapped in the Closet“.
In deutschsprachigen Medien wurde der Film zu seinem Erscheinen nicht besprochen. Bernd Graff schrieb 2012 in der Süddeutschen Zeitung: „Dieses Zelluloid-Inferno ist episch in seinem Scheitern, es ist gesundheitsgefährdend, es ist nur für Menschen mit kerngesundem Blutdruck. Alle anderen werden krank, wenn sie diesen Film sehen, lebenslang, unheilbar, unrettbar.“
Die Filmseite Rotten Tomatoes zählt für den Film derzeit 25 Prozent positive Reviews.

## DVD
Im Dezember 2005 wurde The Room auf DVD veröffentlicht. In den USA wird der Film zudem online direkt über Wiseau Films sowie über GreenCine, Netflix, und Amazon.com vertrieben.
Das Bonusmaterial der DVD enthält ein Interview mit Wiseau, der von Greg Sestero befragt wird. Wiseau sitzt dabei vor einem offenen Kamin, der mit einigen Requisiten aus dem Film umrandet ist. Neben ihm ist ein großes, umrahmtes Poster des Films aufgestellt. Wiseau beantwortet viele der Fragen lediglich mit anscheinend unbeabsichtigt widersprüchlichen Aussagen. Als er die Szene erklären soll, in der die Männer mit Smokings bekleidet Football spielen, antwortet er darauf lediglich, dass es Spaß mache und herausfordernd sei, ohne Schutzausrüstung Football zu spielen. Genau wie im Film hat sich Wiseau auch in dem Interview ausgiebig selbst nachvertont.
Die DVD beinhaltet außerdem einen halbstündigen Dokumentarfilm, der jedoch ohne Kommentar auskommt und im Wesentlichen die Filmcrew dabei zeigt, wie sie sich auf Aufnahmen vorbereitet.
Im Dezember 2012 wurde der Film zudem auf Blu-ray veröffentlicht.

## Weitere Veröffentlichungen

### Computerspiel
Im September 2010 veröffentlichte Tom Fulp, Inhaber der Spieleseite Newgrounds, ebenda das auf dem Film basierende Browserspiel The Room, in dem man im Stile eines 16-Bit-Adventures die Handlung des Films aus Johnnys Sicht nachspielt.

### Buch
Im Oktober 2013 veröffentlichte Greg Sestero ein Buch mit dem Titel The Disaster Artist beim Verlag Simon & Schuster, in dem er seine Erfahrungen bei den Dreharbeiten wiedergibt.

### The Disaster Artist
Im Februar 2014 sicherte sich James Franco die Rechte für die Verfilmung von Sesteros Buch. Er führte bei The Disaster Artist Regie, produzierte und spielt Tommy Wiseau in der Hauptrolle. Als Co-Produzenten sind Seth Rogen und Evan Goldberg involviert. Francos Bruder Dave stellt Greg Sestero dar. Die Tragikomödie The Disaster Artist feierte auf dem South by Southwest am 12. März 2017 Premiere und erhielt Standing Ovations und sehr positive Kritiken. Der Kinostart erfolgte in den USA am 1. Dezember 2017. Franco wurde für seine Darstellung von Tommy Wiseau mit dem Golden Globe Award ausgezeichnet.

### Theaterstück
Am 10. Juni 2011 wurde im AFI Silver Theatre and Cultural Center ein Theaterstück aufgeführt, das auf dem Originaldrehbuch des Films beruhte. Wiseau und Sestero waren als Johnny und Mark an dem Stück beteiligt.